# La Junta, El Barrio de la Soledad
La Junta är en ort i Mexiko.   Den ligger i kommunen El Barrio de la Soledad och delstaten Oaxaca, i den sydöstra delen av landet, 500 km sydost om huvudstaden Mexico City. La Junta ligger 339 meter över havet och antalet invånare är 114.
Terrängen runt La Junta är varierad. Runt La Junta är det ganska tätbefolkat, med 86 invånare per kvadratkilometer. Närmaste större samhälle är San Jerónimo Ixtepec, 19,2 km söder om La Junta. I omgivningarna runt La Junta växer huvudsakligen savannskog.